# Luffa

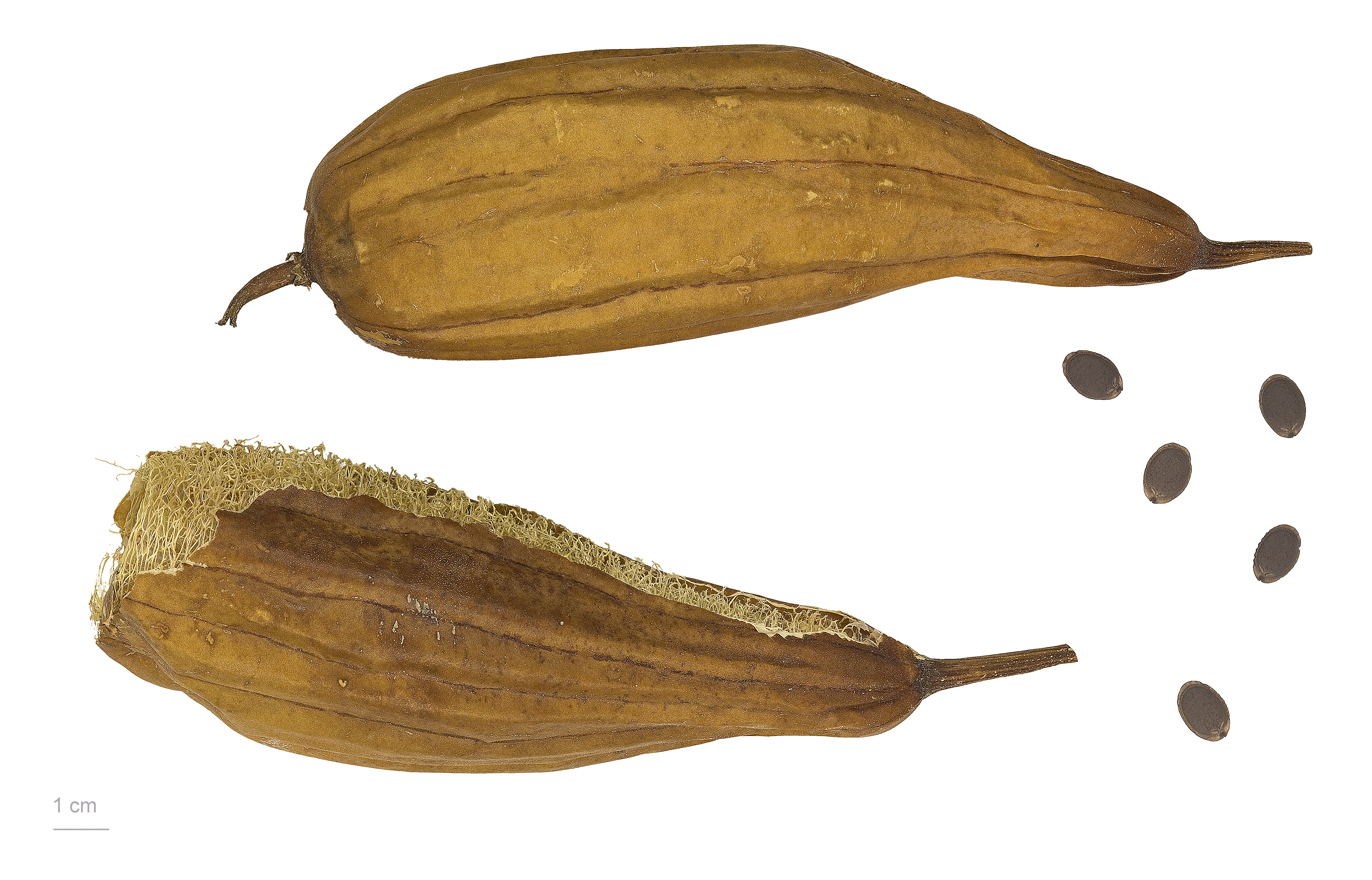
Luffa aegyptiaca

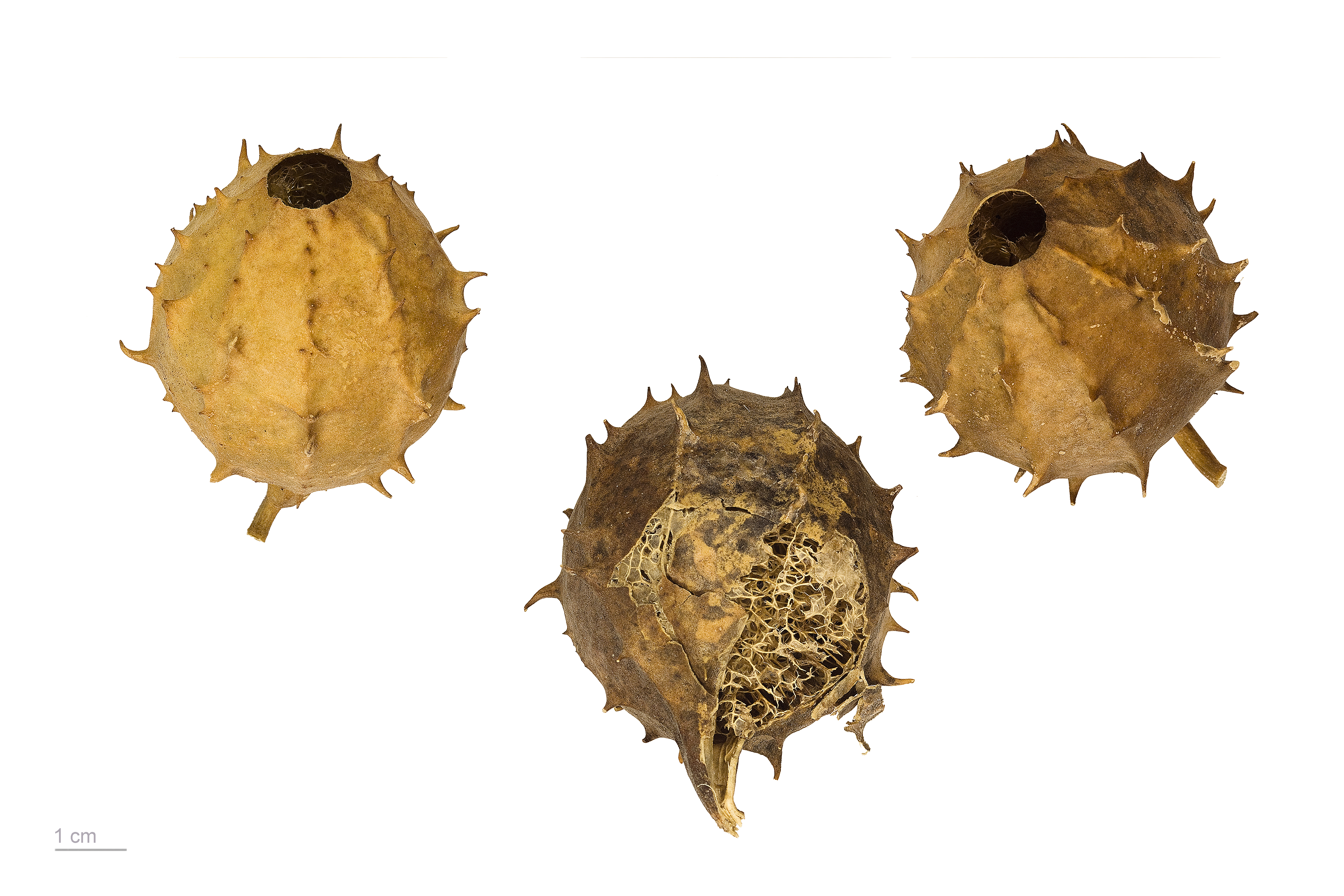
Luffa operculata

Luffa é um género botânico pertencente à família Cucurbitaceae. Com ela se faz a bucha, após deixar secar, a qual é usada para tomar banho.

## Espécies
- Luffa acutangula
- Luffa aegyptiaca
- Luffa operculata